# Megaselia furcatipennis
Megaselia furcatipennis är en tvåvingeart som beskrevs av Schmitz 1934. Megaselia furcatipennis ingår i släktet Megaselia och familjen puckelflugor. Inga underarter finns listade i Catalogue of Life.